# Vinicka (gmina Prijepolje)
Vinicka (cyr. Виницка) – wieś w Serbii, w okręgu zlatiborskim, w gminie Prijepolje. W 2011 roku liczyła 362 mieszkańców.